# Tomasz Ostrowski (powstaniec listopadowy)
Tomasz Ostrowski (ur. ok. 1801 – zm. 17 listopada 1836 w Omsku) – uczestnik powstania listopadowego, zesłaniec.
W 1831 został wcielony do Korpusu Syberyjskiego. Służbę odbywał w 5. Syberyjskim Batalionie Liniowym w Omsku. W 1833 został aresztowany w związku z tzw. spiskiem omskim. Sąd wojskowy skazał go na karę chłosty (5 tysięcy kijów) i ciężkie roboty na Syberii. Zmarł przed egzekucją w lazarecie więziennym.